# Upadek zbuntowanych aniołów (obraz Luki Giordana)
Upadek zbuntowanych aniołów – obraz olejny włoskiego artysty późnego baroku Luki Giordana, namalowany w 1666. Obecnie znajduje się w Muzeum Historii Sztuki w Wiedniu. Dzieło to ma wymiary 419 cm wysokości i 283 cm szerokości. 

## Opis
Dzieło najprawdopodobniej zostało wykonane w weneckim okresie twórczości Giordano. Obraz przedstawia Michała Archanioła (u góry obrazu) spychającego potępionych aniołów do piekła. Postać świętego Michała odzwierciedla klasyczną ikonografię, ukazując jego rozpostarte skrzydła, miecz, niebieską szatę i czerwoną pelerynę.